# Вальтеоф, граф Данбар
Вальтеоф (англ. Waltheof, Earl of Dunbar; умер в 1182 году) — англо-шотландский барон XII века, 3-й граф Лотиан или Данбар (1166—1182), а также лорд Бинли.

## Биография
Представитель шотландского клана Данбар. Старший сын Госпатрика III, 2-го графа Лотиана (1138—1166), и некой шотландки Дейдры.
Дед Вальтеофа, Госпатрик II, погиб в битве Штандартов в 1138 году, и его отец Госпатрик III унаследовал графство Лотиан на юге Шотландии. Ричард Хексем сообщал, что в 1139 году сын графа Госпатрика стал заложником короля Англии Стефана после заключения мирного договора с Шотландией. Считается, что этим заложником стал Вальтеоф, хотя нет никаких доказательств, что этот был именно он. Неизвестно, сколько Вальтеоф находился в Англии в качестве заложника, но его отец Госпатрик III скончался в 1166 году, а Вальтеоф, по-видимому, стал графом Лотиана уже в 1165 году. Возможно, что его отец Госпатрик III удалился в Дарем в качестве монаха еще до своей смерти.
Вальтеоф, граф Лотиан, убеждал короля Шотландии Вильгельма I Льва не вторгаться в Англию, но король в 1174 году вторгся в Англию и был взят в плен в битве при Алнике сторонниками Генриха II Плантагенета. Вальтеоф участвовал в разрешении спора между аббатом Мелроуза и Ричардом де Морвилем.
Вальтеоф был женат на некой Алине, вероятно, шотландке. От брака с ней у него было трое детей:
- Патрик I (1152—1232), граф Данбар с 1182 года
- Константин
- Хелен

Вальтеоф скончался в 1182 году. Согласно Хронике Мелроуза, он носил титул «граф Данбар». Вальтеоф был первым лордом из дома Данбар, который именовался «графом Данбара», а не «графом Лотиана».